# 曹岐
曹岐（1465年—？），字鳴鳳，錦衣衛鎮撫司官籍應天府句容縣人，明朝政治人物。

## 生平
順天府鄉試第四十一名舉人。弘治十五年（1502年）中式壬戌科三甲第五十二名進士。次年任山东掖县知县。

## 家族
曾祖曹安善；祖父曹政，錦衣衛百戶；父曹宏，按察司副使。母何氏（封孺人）。永感下。弟曹崐，同科進士；曹岫，錦衣衛所鎮撫；曹岷。